# Giuliano Tavaroli
Giuliano Tavaroli (Albenga, 19 giugno 1959) è un carabiniere italiano, ex brigadiere in servizio presso la sezione Anticrimine dei Carabinieri di Milano.
È stato responsabile della sicurezza di Pirelli e, successivamente, del Gruppo Telecom Italia. È coinvolto nello scandalo Telecom-Sismi.

## La carriera

### Arma dei Carabinieri
Nei primi anni ottanta opera a Milano insieme a Marco Mancini nella Sezione Speciale Anticrimine di via della Moscova nell'Arma dei Carabinieri, reparti antiterrorismo del generale Carlo Alberto dalla Chiesa. Riceve numerosi encomi per l'attività svolta tra cui l'aver partecipato, fra le tante operazioni, a quella che ha condotto all'arresto di Sergio Segio.
Mentre Mancini entra a far parte del SISMI, Tavaroli si occupa di sicurezza nel settore privato, congedandosi nel 1988 dall'Arma dei Carabinieri per passare all'Italtel.

### Settore privato
Dall'aprile 1996 entra in Pirelli, dove diventa top manager del settore sicurezza di Telecom-Pirelli, con agli ordini 500 uomini e riportando direttamente al suo presidente. Cura inoltre la sicurezza personale di Tronchetti Provera e di Afef. Nel 2005 viene indagato dalla Procura milanese nell'inchiesta sul probabile utilizzo di notizie riservate in possesso di Telecom e Pirelli.

## L'arresto
Dal 20 settembre 2006 al 22 marzo 2007 riceve 4 ordini di custodia cautelare in relazione allo Scandalo Telecom-Sismi. Tavaroli (il cui nome di battaglia è Tavola) è accusato, insieme con Marco Mancini (ex numero 2 del SISMI), con l'investigatore privato fiorentino Emanuele Cipriani (proprietario delle agenzie di investigazioni Polis d'Istinto di Firenze, la Plus Venture Management delle Isole Vergini, la Security Research Advisor di Londra), con Marco Bernardini (un ex agente a contratto del SISDE), con un ex ufficiale di collegamento della CIA, nonché con altri ex dipendenti Telecom e con esponenti di forze dell'ordine di aver gestito un sistema illegale allo scopo di realizzare numerosissimi dossier (si parla di svariate migliaia, forse 10.000) su personalità della politica, dell'economia, dello spettacolo, ecc. Trascorre un periodo di detenzione nella stessa cella di Olindo Romano, autore con la moglie Rosa Bazzi della strage di Erba, per la quale verrà sentito come teste.
In particolare deve rispondere dei reati di associazione per delinquere, corruzione internazionale, detenzione e divulgazione di materiale riservato.
Il 1º giugno 2007 gli sono stati concessi gli arresti domiciliari, dopo circa 8 mesi di carcere e numerosissimi interrogatori.

## La chiusura delle indagini e il processo
A metà luglio 2008 i tre PM di Milano titolari dell'inchiesta (Fabio Napoleone, Nicola Piacente e Stefano Civardi) depositano le 350 pagine dell'avviso di chiusura delle indagini, dopo aver convocati a fine giugno contemporaneamente in Procura, come ultimo atto investigativo, i vertici Telecom di allora, Marco Tronchetti Provera (ex presidente) e Carlo Buora (ex amministratore delegato) in quanto persone informate sui fatti.
Per non aver vigilato» sulla propria security e sui metodi usati per avere le informazioni, i gruppi Telecom e Pirelli risultano indagati in base alla legge 231 sulla responsabilità amministrativa delle società, pur non essendo stati mossi addebiti contro l'ex presidente e l'ex amministratore delegato Telecom. Una lunga serie di reati sono stati invece contestati a 34 persone, accusate a vario titolo di aver messo in piedi una vera e propria associazione a delinquere al cui vertice c'era l'ex capo della sicurezza Giuliano Tavaroli. Nelle interviste rilasciate nei giorni successivi alla chiusura delle indagini, Tavaroli si difende dando la propria versione dei fatti e scaricando le responsabilità sui suoi superiori, che gli avrebbero commissionate le indagini poi risultate illecite.
Il procedimento, nonostante la chiusura delle indagini, subisce un rallentamento dato dalla mole della documentazione raccolta. La prima delle udienze preliminari si tiene il 31 marzo 2009 avanti il GUP Dott.ssa Mariolina Panasiti. Centinaia, delle originali migliaia di parti lese, si costituiscono parte civile nel procedimento. Ma, come già accennato per tempo da fonti giornalistiche, molti degli imputati stanno già trattando il patteggiamento con i PM. Infatti all'udienza del 2 ottobre 2009 Giuliano Tavaroli formalizzato la sua richiesta di patteggiamento della pena a quattro anni e mezzo di reclusione e 60.000 € di risarcimento, che, considerato il periodo di carcere cautelare, gli permetterebero di non tornare più in carcere per questa vicenda, grazie alla condizionale e all'indulto del 2006.

## Comparsate televisive
Tavaroli compare come ospite di onore alla puntata de L'infedele del 15 settembre 2008, condotta da Gad Lerner, con il coautore del nuovo libro di Tavaroli, lo scrittore Giorgio Boatti, e Massimo Mucchetti (giornalista del Corriere della Sera spiato da Tavaroli per conto dell'azienda Telecom) come contraddittorio. Però durante la trasmissione Tavaroli dribbla le domande più specifiche con la risposta “ne parleremo al processo” e dà l'impressione di essere solo andato a presentare il suo nuovo libro Spie.
Dalla passerella di Nemo su Rai 2 il 16 marzo 2017 in prima serata, presentato come pregiudicato che ha patteggiato con una condanna a quattro anni e mezzo la sua uscita dal c.d. Procedimento Telecom e accolto come un trionfatore, chiaramente leggendo il gobbo elettronico Tavaroli risponde alle domande sulla sicurezza informatica che gli vengono poste, fuori campo, dai presentatori Enrico Lucci e Valentina Petrini.